# Львовка (Донецкая область)
Львовка (укр. Львівка) — село в Александровской поселковой общине Краматорского района Донецкой области Украины.

## Общие сведения
Население по переписи 2001 года составляло 212 человек. Почтовый индекс — 84030. Телефонный код — 6269.